# Karaviškių miškas
Karaviškių miškas este o arie protejată (arie de protecție specială avifaunistică — SPA) din Lituania întinsă pe o suprafață de 343,08 ha, integral pe uscat.

## Localizare
Centrul sitului Karaviškių miškas este situat la coordonatele 54°01′26″N 24°39′07″E / 54.0239°N 24.6519°E.

## Înființare
Situl Karaviškių miškas a fost declarat arie de protecție specială avifaunistică în aprilie 2004 pentru a proteja 5 specii de animale.

## Biodiversitate
Situată în ecoregiunea boreală, aria protejată nu include niciun habitat protejat.
La baza desemnării sitului se află mai multe specii protejate de  păsări (5): minunița (Aegolius funereus), cocoșul de mesteacăn (Bonasa bonasia), cocor (Grus grus), ciocănitoare de munte (Picoides tridactylus),  cocoș de munte (Tetrao urogallus).